# Hester Lane
Hester Lane, död 1849, var en amerikansk abolitionist, filantrop och entreprenör. 
Hon föddes i slaveri i Maryland. Hon bosatte sig i New York efter sin frigivning, där hon under 1820-talet etablerade en framgångsrik affärsverksamhet genom att tillverka och applicera kalkfärg som "dekoratör". Hon uppges 1833 vara en väletablerad och välbärgad entreprenör. 
Lane deltog i välgörenhet för fattiga svarta i New York, och var engagerad i arbetet mot slaveriet. Hon köpte åtminstone elva slavar i Maryland, som hon sedan frigav i Nordstaterna: hon gjorde dock inte detta gratis utan väntade sig att dessa betalade henne tillbaka då de fick råd. Hon nominerades år 1840 till styrelsen för American Anti-Slavery Society, men förlorade mot tre vita kvinnor, vilket förorsakade en stor kontrovers inom abolitioniströrelsen och diskussioner om denna faktiskt trodde på jämlikhet mellan vita och svarta. 